# Johann Friedrich Dietrich
Johann Friedrich Dietrich (* 29. August 1753 in Görlitz; † 9. März 1833) war ein königlich-sächsischer Kommissionsrat, Amtmann und Autor.

## Leben
Dietrich wurde in der Oberlausitzer Stadt Görlitz als Sohn des Ratskanzellisten Johann Gottfried Dietrich geboren. Er besuchte das Gymnasium in Görlitz unter dem Rektorat von Baumeister und studierte anschließend die Rechte an der Universität Leipzig. Nach dem Abschluss seines Studiums wurde er zunächst Hauslehrer in Bautzen beim Präsidenten von Gersdorff. 1776 begann seine Verwaltungslaufbahn, in dem er Advokat wurde. 1780 übernahm er die Funktion eines Akzessisten beim Kriegsgericht in der sächsischen Hauptstadt Dresden. 1783 wurde er Aktuar im Amt Hoyerswerda. Bereits ein Jahr später erfolgte seiner Ernennung zum Amtmann im Dienst des sächsischen Kurfürsten Friedrich August III. von Sachsen in Grünhain, Schlettau und Stollberg/Erzgeb. 1790 wechselte er als Amtmann nach Großenhain. Diesem Amt war damals  Moritzburg angegliedert. Eine seiner ersten Dienstaufgaben war die Erstellung eines neuen Erbregisters für das Rittergut Kleinkmehlen. Ferner war er für verschiedene Kommissionen im Auftrag des sächsischen Kurfürsten bzw. ab 1806 des sächsischen Königs als Kommissionsrat tätig.
Als Moritzburg 1821 eine selbständige Verwaltungseinheit wurde, übernahm er auf eigenen Wunsch dort die Funktion des Justizamtmanns. 1827 versetzte ihn der sächsische König in den Ruhestand und gewährte ihm eine Pension.
In seiner Freizeit war Johann Friedrich Dietrich gelegentlich auch als Schriftsteller und Autor tätig, von dem Dichtungen wie Der Invalide stammen. Er beschäftigte sich auch mit Archäologie. So lieferte Johann Friedrich Dietrich während seiner Dienstzeit eine Urne mit Leichenbrand aus Querse ein, die zum bronzezeitlichen Gräberfeld von Königswartha gehörte.
Sein Sohn war der Mediziner und Schriftsteller Ewald Christian Victorin Dietrich.